# NGC 5751
NGC 5751 este o emission-line galaxy⁠(d) situată în constelația Boarul. A fost descoperită în 24 aprilie 1789 de către William Herschel.